# William Douglas-Hamilton, 11:e hertig av Hamilton
William Douglas-Hamilton, 11:e hertig av Hamilton, född 19 februari 1811 i London, död 15 juli 1863 i Paris, var en brittisk ädling, son till Alexander Douglas-Hamilton, 10:e hertig av Hamilton (1767–1852). 

## Biografi
Hertigen (som var mycket förmögen genom arv) och hans gemål kom att bo mestadels i Paris och Baden-Baden och han sägs ha varit föga intresserad av engelsk politik. Han var dock lordlöjtnant över Lanarkshire åren 1852–1863.
Mycket anstolt, beskrevs han av en samtida, lord Brougham som "Very Duke of Very Duke". Han dog i en fallolycka efter en middag på lyxrestaurangen Maison Dorée, Boulevard des Italiennes i Paris.

### Familj
Han gifte sig 1843 i Mannheim med prinsessan Marie av Baden (1817–1888), som var dotter till storhertig Karl av Baden.
- William Alexander Douglas-Hamilton, 12:e hertig av Hamilton (1845–1895); gift 1873 med Lady Mary Louise Elizabeth Montagu (1854–1934)
- Charles George Douglas-Hamilton, 7:e earl av Selkirk (1847–1886)
- Mary Douglas-Hamilton (1850–1922); gift 1:o 1869 med furst Albert I av Monaco (1848–1922) (skilda 1880); gift 2:o 1880 med, furst Tassilo Festetics von Tolna (1850–1933) släkten Festetics